# Helen Suzman

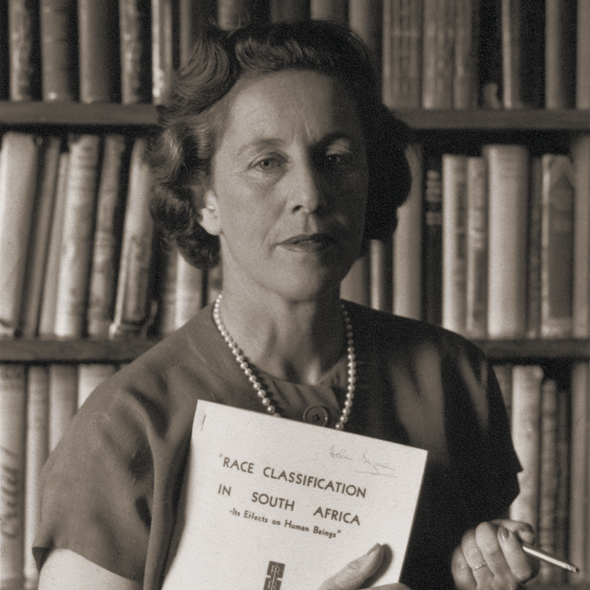
Helen Suzman, 1959

Helen Suzman (geboren als Helen Gavronsky am 7. November 1917 in Germiston, Südafrika; gestorben am  1. Januar 2009 in Johannesburg) war eine südafrikanische Politikerin der liberalen Progressive Federal Party. Sie war von 1959 bis 1989 Mitglied des Parlaments von Südafrika, wo sie den Wahlkreis Houghton vertrat. Über viele Jahre war Suzman die einzige Frau im Parlament und die einzige Vertreterin der Opposition, die gegen die Politik der Apartheid und für die Rechte der Schwarzen Bevölkerung eintrat.

## Leben
Helen Suzman war die Tochter von Frieda (1888–1917) und Samuel (1888–1965) Gavronsky, beide litauische Juden. Ihr Vater kam mit seinem Bruder Oscar aus einem Schtetl in Klykoliai, nahe der Grenze zwischen Litauen und Lettland, nach Südafrika. Sie wanderten als junge Männer aus, um der Einberufung zum fünfundzwanzigjährigen Dienst in der Zarenarmee zu entgehen und um bessere Lebensbedingungen andernorts als in Russland zu finden. Dabei entschieden sie sich für die Region am Witwatersrand. Die beiden Brüder erlebten als Unternehmer bald geschäftlichen Erfolg und heirateten zwei Schwestern, Frieda und Hansa David, die ebenfalls aus ländlichen Siedlungen in Osteuropa nach Südafrika eingewandert und zunächst in Kimberley ansässig waren.
Frieda, ihre Mutter, starb zwei Wochen nach ihrer Geburt. Der Vater, ein Kaufmann, kam in Südafrika als Fleischgroßhändler zu Wohlstand. Für einige Jahre lebten die beiden Familien zusammen. Niemand sprach über Helens Mutter. Sie sah erstmals ein Foto von ihr, als sie selbst 55-jährig war. Ihre Tante Hansa (gest. 1972) schien zu zurückhaltend gewesen zu sein, als dass sie dieses Familienereignis angesprochen hätte. Als Helen etwa fünf Jahre alt war, zog die Doppelfamilie in den Johannesburger Stadtteil Berea. In diesem Haushalt lebten nun auch noch zwei junge, verwaiste Töchter einer anderen Schwester der Davids. Hansa schien als introvertierte Frau unter der eigenen Kinderlosigkeit gelitten zu haben und fühlte sich durch die häuslichen Pflichten oft überlastet. Die Wiederverheiratung von Helens Vater mit der englischstämmigen Debbie erzeugte bei Tante Hansa eine innerfamiliäre Schräglage.
Zu den prägenden Kindheitserinnerungen von Helen Gavronsky gehörte der Mangel an Lesemöglichkeiten im familiären Heim. Sie suchte im Alter von etwa 7 Jahren nach Büchern, fand jedoch nur Zeitungen und den Zionist Record. Die fehlende mütterliche Zuneigung und ihr früher Lesedrang beschreibt Helen Suzman in ihren Lebenserinnerungen als Triebkraft für den „Geist der Unabhängigkeit“. Ihre Stiefmutter Debbie entfaltete ein lebendiges und sozial gut vernetztes Familienleben, das von vielseitiger Unterhaltung gekennzeichnet war. Damit beeinflusste sie Helens Entwicklung sehr positiv. Die Familie zog in diesem Zeitabschnitt in einen anderen Stadtteil, wo sie nun in Parktown eine von Herbert Baker entworfene Villa mit einem großen Garten voller schattiger Eichen und einen Golfplatz bewohnten. Ihre Schwester Gertrude fand zur Stiefmutter kein inniges Verhältnis, heiratete mit 18 Jahren und zog aus, beteiligte sich aber am Unternehmen des Vaters mit persönlichem Erfolg.
Nach dem Schulbesuch am katholischen Parktown Convent (Matric 1933) studierte Helen Wirtschaftswissenschaften und Statistik an der Witwatersrand-Universität. Mit 19 heiratete sie 1937 den Arzt Moses Meyer Suzman (1904–1994) und hatte mit ihm zwei Töchter, Frances (* 1939) und Patricia (* 1943). 1940 schloss sie das Studium mit einem Bachelor of Commerce ab, arbeitete von 1941 bis 1944 beim südafrikanischen War Supplies Board als Statistikerin und von 1944 bis 1952 als Dozentin für Wirtschaftsgeschichte an der Witwatersrand-Universität.

## Politisches Wirken

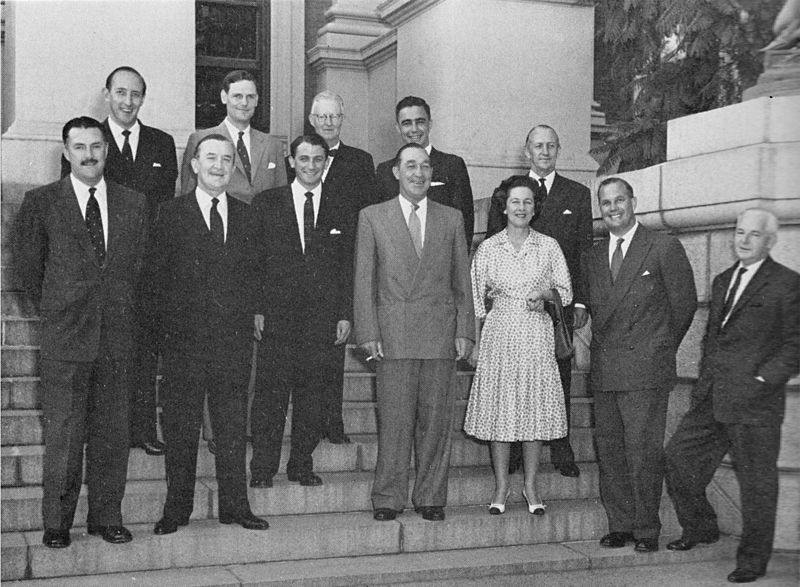
Die parlamentarische Fraktion der Progressive Party, 1960

1946 wurde Helen Suzman in die von der Regierung unter Jan Smuts (United Party) eingesetzte Native Laws Commission (auch Fagan Commission) berufen, die die Lebensbedingungen der Schwarzen in den Großstädten untersuchen sollte. Die dabei gemachten Erfahrungen motivierten sie, sich zunehmend politisch zu engagieren. Als die National Party 1948 die Regierung übernahm und mit dem Aufbau des Apartheidstaates begann, schloss sich Helen Suzman der United Party (UP) an. 1953 gewann sie einstimmig den Wahlkreis Houghton Estate, ein Vorort von Johannesburg, und zog erstmals ins südafrikanische Parlament in Kapstadt ein. Sie gehörte zu einem kleinen liberalen Flügel, der sich 1959 von der UP abspaltete. Zusammen mit elf anderen liberal eingestellten Abgeordneten gründete sie unter der Leitung von Jan van A. Steytler die Progressive Party (PP).
Von 1961 bis 1974 war sie die einzige Abgeordnete der Progressive Party, später Progressive Federal Party (PFP), im südafrikanischen Parlament und obendrein die einzige Frau unter 164 Männern.
Nach mehreren Fusionen im Parteiwesen gehörte Suzman ab 1977 zu den führenden Köpfen der  PFP neben Parteichef Colin Eglin. Obwohl die PFP die repressiven Apartheid-Gesetze nicht verhindern konnte, wurde Suzman zum Symbol der weißen Opposition Südafrikas und zum „Gewissen der Nation“.
Helen Suzman trat für die Abschaffung der Apartheid und für eine „langsame Evolution zur Mehrheitsherrschaft“ ein. Als Parteimitglied der PP befürwortete sie das „eingeschränkte, begrenzte qualifizierte Wahlrecht“ für Nicht-Weiße, das an Bildungsgrad und Vermögen gekoppelt sein sollte. Sie kämpfte für den African National Congress (ANC). Sie setzte sich gegen die Todesstrafe ein und gegen die Diskriminierung von Frauen, deren Status im Gewohnheitsrecht der südafrikanischen Gesellschaft der von „ewigen Minderjährigen“ („perpetual minors“) war. 1988 war Suzman maßgeblich an dem Erlass eines Ehegesetzes beteiligt, das die rechtliche Stellung von Frauen erheblich verbesserte. Obwohl sie einem wohlhabenden weißen Wahlkreis angehörte, sah sie sich stets als „Ombudsfrau für all jene Menschen, die keine Stimme im Parlament haben.“ Sie versäumte keine Gelegenheit, zu sprechen und Fragen nach den Gefangenen des Regimes zu stellen; die Antworten der Regierung im Parlament waren oft die einzige Informationsquelle in der stark zensierten Öffentlichkeit der Apartheid. Helen Suzman war eine gute Rednerin mit beißendem Witz, die das Parlament als Bühne benutzte, um das Ausmaß der Unmenschlichkeit des Apartheidsystems anzuprangern. Auf den Einwurf eines Parlamentariers, sie stelle nur Fragen, um Südafrika im Ausland in Verlegenheit zu bringen, antwortete sie: „Es sind nicht meine Fragen, die peinlich für Südafrika sind – es sind Ihre Antworten.“
Mehrfach besuchte sie Nelson Mandela im Gefängnis auf Robben Island vor Kapstadt.

„Es war seltsam und wundervoll, diese mutige Frau zu sehen, als sie in unsere Zellen kam und den Gefängnishof abging. Sie war die erste und einzige Frau, die jemals in unsere
Zellen kam.“

Der ebenfalls inhaftierte Dichter Breyten Breytenbach beschrieb sie als „Our Lady of the Prisoners.“
Im August 1986 wurde Helen Suzman vorübergehend inhaftiert, als sie sich mit Winnie Mandela in Soweto zu Gesprächen traf, bei denen es um eine Widerstandstaktik gegen die Regierungspolitik ging.
1989 zog sie sich aus der Parlamentspolitik zurück, nachdem sie dem südafrikanischen Parlament insgesamt 36 Jahre angehört hatte, blieb jedoch weiterhin politisch aktiv. Nach der Abschaffung der Apartheid in den frühen 1990er Jahren galt Helen Suzman als „Grande Dame“ der Republik. 1994 gehörte sie der Unabhängigen Kommission an, die die ersten demokratischen Wahlen in Südafrika beaufsichtigte. Auch danach übte sie weiterhin Kritik an der Regierungspolitik, unter anderem an Präsident Thabo Mbekis Aids-Politik und seiner Haltung gegenüber der Regierung in Simbabwe.
Als sie 2009 im Alter von 91 Jahren starb, erklärte die Nelson-Mandela-Stiftung, Südafrika habe eine „große Patriotin und eine furchtlose Kämpferin gegen Apartheid verloren.“ Sie wurde auf dem West Park Cemetery in Johannesburg beerdigt.

## Auszeichnungen
- 27 Ehrendoktorwürden zahlreicher Universitäten weltweit, darunter Oxford, Cambridge, Yale und Harvard[12]
- 1978: Menschenrechtspreis der Vereinten Nationen[14]
- 1988: Moses-Mendelssohn-Preis des Berliner Senats.
- 1989: Dame Commander des Order of the British Empire
- 2002: „Preis der Freiheit“ der Liberalen Internationale
- 2008: Mitglied der American Philosophical Society[15]
- Bundesverdienstkreuz der Bundesrepublik Deutschland
- Zweimalige Nominierung für den Friedensnobelpreis[16]

## Englischsprachige Publikationen (Auswahl)
- mit Ellison Kahn: New Lines in Native Policy. (= New Africa pamphlet; 15) South African Institute of Race Relations, Johannesburg 1947.
- als Herausgeberin: A digest of the Fagan Report: the Native Laws (Fagan) Commission. South African Institute of Race Relations, Johannesburg 1952
- Moshoeshoe the statesman. Ministry of Education, Maseru 1972.
- South Africa today and tomorrow. In: Australian outlook. In: Journal of the Australian Institute of International Affairs, Bd. 29 (1975), Ausgabe 3, S. 261–269.
- Progress for South Africa: the second Harold Macmillan Lecture delivered to the National Young Conservatives, London, 5th December 1985. London [1985].
- What America should do about South Africa. In: The New York times magazine, 1986, 3. August, section 6, S. 14. (online)
- No going back. Presidential address. South African Institute of Race Relations, Johannesburg 1992. ISBN 0-86982-422-8.
- Holding the high ground. South African Institute of Relations, Johannesburg 1991, ISBN 0-86982-402-3.
- In no uncertain terms. A South African memoir. Alfred A. Knopf, New York 1993, ISBN 978-0-679-40985-4.